# Gorham (Kansas)
Gorham é uma cidade localizada no estado americano de Kansas, no Condado de Russell.

## Demografia
Segundo o censo americano de 2000, a sua população era de 360 habitantes.
Em 2006, foi estimada uma população de 328, um decréscimo de 32 (-8.9%).

## Geografia
De acordo com o United States Census Bureau tem uma área de
0,6 km², dos quais 0,6 km² cobertos por terra e 0,0 km² cobertos por água.

## Localidades na vizinhança
O diagrama seguinte representa as localidades num raio de 28 km ao redor de Gorham.